# Sergey Sergeyevich Varentsov
Sergey Sergeyevich Varentsov (tiếng Nga: Серге́й Серге́евич Варенцо́в; 2 tháng 9 [lịch cũ 21 tháng 8] năm 1901, Dmitrov, tỉnh Moskva - 1 tháng 3 năm 1971, Moskva) là một tướng lĩnh cao cấp của quân đội Liên Xô, Chánh nguyên soái Pháo binh (6 tháng 5 năm 1961). Ông từng giữ các chức vụ Tư lệnh Lực lượng Tên lửa và Pháo binh Lực lượng Mặt đất, Ủy viên Ban Chấp hành Trung ương Đảng Cộng sản Liên Xô (1961-1962), Phó chủ tịch Xô viết Tối cao Liên Xô khóa 6 (1958 - 1962).

## Tham gia Nội chiến và thời kỳ giữa các cuộc chiến
Thời thơ ấu, ông theo học tại trường tiểu học thành phố Dmitrov, sau đó theo học các khóa kế toán. Ông gia nhập Hồng quân từ tháng 3 năm 1919, từng tham chiến là một người lính Hồng quân ở Mặt trận phía Nam, sau đó phục vụ trong đơn vị đồn trú ở Dmitrov. Tháng 3 năm 1921, ông tham gia trấn áp cuộc nổi dậy Kronstadt.
Năm 1921, ông tốt nghiệp khóa học chỉ huy pháo hạng nặng của Detskoye Selo, bắt đầu sự nghiệp trong lực lượng pháo binh, chỉ huy một trung đội, là trợ lý chỉ huy khẩu đội, và chỉ huy trưởng liên lạc của sư đoàn pháo hạng nặng chuyên dụng của Trường Chỉ huy Pháo binh cao cấp ở thành phố Luga. Năm 1926, ông thi đậu vào khóa học chính quy của Trường Pháo binh số 1 với tư cách là học viên ngoại khóa. Từ năm 1927, ông trở thành chỉ huy khẩu đội, sau đó là chỉ huy trưởng trường trung đoàn của trung đoàn 25 pháo binh thuộc sư đoàn súng trường số 25 của Quân khu Ukraina. Năm 1931, ông tốt nghiệp Khóa đào tạo nâng cao dành cho sĩ quan chỉ huy pháo binh.
Năm 1934, ông là trợ lý chỉ huy trung đoàn pháo binh thuộc sư đoàn súng trường số 41 của quân khu Kharkov. Từ năm 1937, ông là chỉ huy trưởng trung đoàn này, và từ tháng 3 năm 1939 - chỉ huy trưởng pháo binh của sư đoàn. Năm 1940, ông nhận được lời khen ngợi của Ủy viên nhân dân Quốc phòng, Nguyên soái Liên Xô S.K. Timoshenko trong một đợt thanh kiểm tra công tác huấn luyện chiến đấu tại Sư đoàn súng trường 41 và được tặng thưởng một chiếc đồng hồ vàng. Tháng 11 năm 1940, ông được thăng làm Phó chỉ huy trưởng Pháo binh của Tập đoàn quân 6 tại Quân khu Đặc biệt Kiev. Tháng 3 năm 1941, ông được chuyển sang làm chỉ huy trưởng pháo binh của Quân đoàn súng trường 6 cũng trong cùng quân khu.

## Chiến tranh vệ quốc vĩ đại
Đại tá Varentsov tham gia Chiến tranh Vệ quốc Vĩ đại với tư cách là Chỉ huy trưởng pháo binh Quân đoàn súng trường 6, thuộc Phương diện quân Tây Nam. Ông đã tham gia các trận chiến phòng thủ ở Ukraina. Trong trận Kiev 1941, ông đã cứu được một phần đáng kể pháo binh của quân đoàn và rút nó ra khỏi vòng vây thông qua hàng loạt các trận đánh, đồng thời bổ sung thêm được vài nghìn binh sĩ Hồng quân từ các đơn vị bị tan rã vào đơn vị của mình. Vì thành tích này, ông đã được thăng quân hàm Thiếu tướng pháo binh (11/09/1941) và vào tháng 11 năm 1941, ông được bổ nhiệm làm chủ nhiệm pháo binh của Tập đoàn quân 40 Phương diện quân Tây Nam.
Ông đã tham gia các chiến dịch tấn công Yelets và Barvenkovo-Lozovskaya, chiến dịch phòng thủ Kharkov và chiến dịch Voronezh-Voroshilovgrad. Từ tháng 9 năm 1942, ông là Chủ nhiệm Pháo binh của Tập đoàn quân 60 thuộc Phương diện quân Voronezh. Ngày 4 tháng 2 năm 1943, ông được phong quân hàm Trung tướng pháo binh, và ngày 20 tháng 10 năm 1943, ông được thăng quân hàm Thượng tướng Pháo binh.
Từ tháng 10 năm 1942 cho đến khi chiến tranh kết thúc, ông là chỉ huy thường trực lực lượng pháo binh của Phương diện quân Voronezh (tháng 10 năm 1943 được đổi tên thành Phương diện quân Ukraina 1). Trong suốt thời gian chiến tranh, ông chứng tỏ mình là một chỉ huy pháo binh xuất sắc, ghi nhiều dấu ấn trong việc tổ chức và thực hiện hỗ trợ pháo binh cho các hoạt động tác chiến của bộ đội mặt trận trong chiến dịch Ostrogozhsk–Rossosh, trong chiến dịch tấn công Kharkov và các hoạt động phòng thủ Kharkov trong chiến dịch Đông Xuân năm 1943, trong trận Kursk, trận sông Dniepr, chiến dịch hợp vây Korsun–Shevchenkovsky, Rovno-Lutsk, Proskurov–Chernovtsy, Lvov-Sandomierz, Wisla–Oder, Berlin, Praha.

## Thời hậu chiến
Từ tháng 7 năm 1945, ông là chỉ huy pháo binh của Cụm binh đoàn Trung tâm đóng tại Áo và Hungary. Từ tháng 1 năm 1947, ông là chỉ huy trưởng pháo binh quân khu Carpat. Năm 1951, ông tốt nghiệp các khóa học Cao cấp tại Học viện Quân sự Bộ Tổng Tham mưu. Từ tháng 10 năm 1951, là chỉ huy trưởng pháo binh của Quân khu Zakavkaz. Từ tháng 1 năm 1952 - Tổng cục trưởng Tổng cục Pháo binh, đồng thời từ tháng 1 năm 1952 đến tháng 5 năm 1953, ông là Phó tư lệnh Pháo binh Quân đội Liên Xô.
Từ tháng 3 năm 1955, ông giữ chức Tư lệnh pháo binh, và từ tháng 1 năm 1961 - Tư lệnh Lực lượng tên lửa và pháo binh Bộ đội mặt đất. Ông được thăng quân hàm Nguyên soái Pháo binh (03/11/1955), Chánh nguyên soái Pháo binh (05/06/1961). Tại Đại hội lần thứ XXII của CPSU (1961), ông được bầu làm Ủy viên Ban Chấp hành Trung ương của CPSU. Ông cũng được bầu làm Phó chủ tịch Xô viết Tối cao Liên Xô khóa 6 (1958-1962).

## Bị cách chức

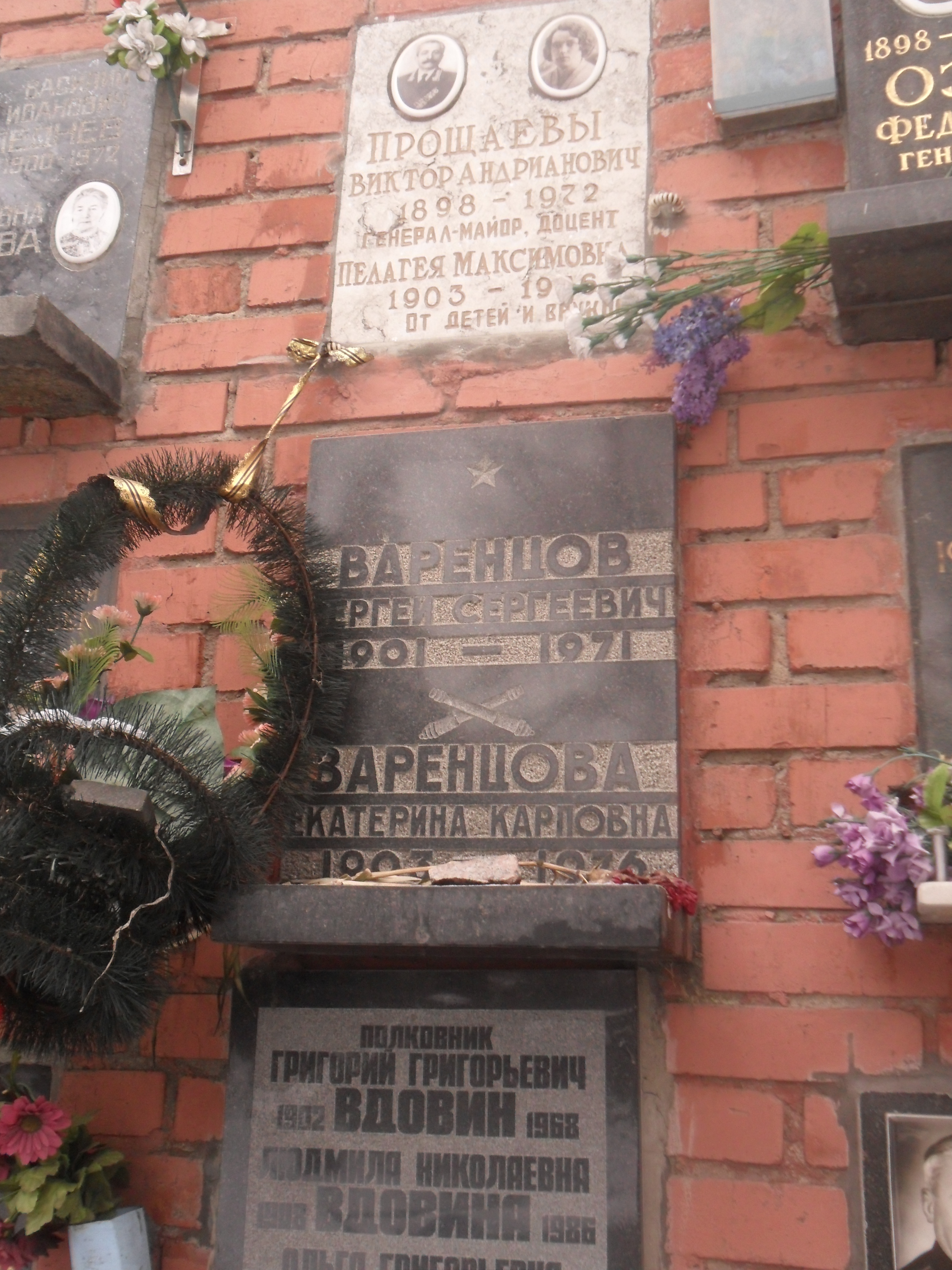
Phiến đá tưởng niệm Varentsov tại nghĩa trang Novodevichy ở Moskva.

Cuối năm 1962, Đại tá Tổng cục Tình báo Oleg Penkovsky, từng là phụ tá của Varentsov trong giai đoạn 1944-1945, bị bắt vì tội làm gián điệp cho Mỹ và Anh. Trên thực tế, sau chiến tranh, cả hai đều không có liên hệ với nhau trong vài năm, và họ chỉ gặp nhau vào giữa những năm thập niên 1950. Theo yêu cầu của Penkovsky, Varentsov đã giúp cho thuộc cấp cũ mình một số việc. Vào thời điểm đó, Penkovsky vẫn chưa được tình báo nước ngoài tuyển mộ. Khi Penkovsky trở lại phục vụ trong GRU, ông ta thường xuyên có những chuyến thăm thượng cấp cũ của mình tại nhà riêng, tuy nhiên, theo điều tra của vụ án, Penkovsky không thu được bất kỳ thông tin nào từ Varentsov hoặc thông qua mối quen biết của ông ta với Varentsov.
Trong quá trình điều tra vụ Penkovsky và trong phiên tòa xét xử ông ta, Varentsov chỉ thông qua với tư cách nhân chứng, không có cáo buộc nào chống lại mình. Tuy nhiên, ông đã phải chịu những hình thức kỷ luật vô cùng khắc nghiệt: theo sắc lệnh của Đoàn Chủ tịch Xô viết Tối cao Liên Xô ngày 12 tháng 3 năm 1963, Varentsov bị tước danh hiệu Anh hùng Liên Xô và Huân chương Lenin; Theo nghị định của Đoàn Chủ tịch Xô viết Tối cao Liên Xô ngày 13 tháng 3 năm 1963, ông được giáng 4 bậc quân hàm xuống Thiếu tướng pháo binh; Theo nghị quyết của Hội nghị toàn thể Ban Chấp hành Trung ương Đảng Cộng sản Liên Xô ngày 21 tháng 6 năm 1963, Varentsov bị loại khỏi danh sách ứng cử viên Ban Chấp hành Trung ương. Lý do cho tất cả các hình phạt này được nêu như một tiêu chuẩn: "vì mất cảnh giác chính trị và hành động không đáng có". Sau đó, vào năm 1963, ông bị bãi nhiệm. Về việc tước các giải thưởng nhà nước khác - các nguồn khác nhau cung cấp thông tin khác nhau, văn bản của nghị định tương ứng đã không được công bố. Theo một số tài liệu, hình phạt nghiêm khắc bất thường như vậy là do bất đồng giữa Varentsov với lãnh đạo Liên Xô Nikita Khrushchyov và với Tổng tư lệnh Lực lượng Mặt đất, Nguyên soái Liên Xô Vasily Chuikov...
Varentsov qua đời tại Moskva năm 1971 và được chôn cất tại Nghĩa trang Novodevichy. Nhiều nỗ lực của người thân và đồng nghiệp của Varentsov nhằm phục hồi danh dự cho ông trong thời kỳ Liên Xô đều thất bại tức thì. Trong thời kỳ hậu Xô viết, ông cũng không được cải tạo, vì ông không bị truy cứu trách nhiệm hình sự và tư pháp, và toàn bộ việc trừng phạt đối với ông đều được thực hiện theo hình thức kỷ luật hành chính. Ngay cả việc phục hồi danh hiệu Anh hùng Liên Xô cho Varentsov cũng không thể thực hiện, mặc dù thực tế là việc tước danh hiệu này chỉ có thể được thực hiện trên cơ sở quyết định của tòa án và đã không có quyết định hoặc phán quyết nào được đưa ra chống lại Varentsov.

## Giải thưởng
- Anh hùng Liên Xô (29/05/1945, tước danh hiệu 03/12/1963)
- Bốn Huân chương Lenin (11/06/1941, 21/02/1945, 29/05/1945, 14/09/1961), huân chương thứ ba bị tước 03/12/1963
- Ba Huân chương Cờ đỏ (27/08/1943, 11/3/1944, 20/06/1949)
- Huân chương Suvorov hạng nhất (01/10/1944)
- Hai Huân chương Kutuzov hạng 1 (11/08/1943, 25/08/1944)
- Huân chương Sao Đỏ (14/02/1943)
- Đồng hồ vàng (1940)[1][3]

## Lượt sử quân hàm
- Thiếu tá (1935)
- Đại tá (1940)
- Thiếu tướng pháo binh (1941)
- Trung tướng pháo binh (1943)
- Thượng tướng pháo binh (1943)
- Nguyên soái Pháo binh (1955)
- Chánh nguyên soái Pháo binh (1961)
- Thiếu tướng pháo binh (1963)